# Самуел Мішелс Валенсіо
Самуел Мішелс Валенсіо (порт.-браз. Samuel Michels Valencio; нар. 6 червня 1999, Граватаі, Порту-Алегрі, Бразилія) — бразильський футболіст, захисник клубу «Ново-Гамбургу».

## Життєпис
Народився в місті Граватаі, Ріу-Гранді-ду-Сул. Футбольну кар'єру розпочав у клубі «Сан-Жозе» з Порту-Алегрі. З 2018 року почав також залучатися й до тренувань з першою командою. За першу команду клубу дебютував 24 січня 2019 року в програному (0:1) виїзному поєдинку 2-го туру Ліги Гаушу проти «Жувентуде». Самуел вийшов на поле на 41-й хвилині, замінивши Тіагу Педру. На загальнонаціональному рівні дебютував 1 листопада 2020 року в переможному (4:3) виїзному матчі 13-го туру бразильської Серії C проти «Волта-Редонди». Валенсіо вийшов на поле на 38-й хвилині, замінивши Клейтона. Загалом у Серії C зіграв 24 матчі, ще 20 поєдинків провів у Лізі Гаушу, голами не відзначався.
На початку березня 2023 року підписав довгостроковий контракт з «Металістом», де взяв собі футболку з 28-м ігровим номером. У футболці харківського клубу дебютував 5 березня 2023 року в програному (1:2) домашньому поєдинку 16-го туру Прем'єр-ліги України проти львівського «Руху». Самуел вийшов на поле в стартовому складі, а на 46-й хвилині його замінив Дмитро Коркішко.

## Стиль гри
Здатен зіграти як правого захисника, так і опорного півзахисника.